# Ratovi zvijezda II: Klonovi napadaju
Ratovi zvijezda II: Klonovi napadaju (u Hrvatskoj preveden i kao Zvjezdani ratovi – Epizoda II: Klonovi napadaju; eng. Star Wars Episode II: Attack of the Clones) američki je epski znanstveno-fantastični film iz 2002. godine koji je režirao George Lucas, a čiji su scenarij zajedno napisali Lucas i Jonathan Hales. Radi se o sveukupno petom nastavku sage Zvjezdanih ratova i drugom nastavku kompletnog serijala po kronološkom redu. Ukupnog trajanja od 142 minute to je ujedno i najduži film kompletne sage. 
Radnja filma odvija se 10 godina nakon događaja iz filma Zvjezdani ratovi - Epizoda I: Fantomska prijetnja, u vrijeme kada se cjelokupna galaksija nalazi na rubu građanskog rata. Pod vodstvom Jedija-odmetnika grofa Dookua, tisuće planetarnih sistema prijete odcjepljenjem iz Galaktičke republike. Nakon pokušaja atentata na senatoricu Padmé Amidalu, bivšu kraljicu planeta Naboo, Jedi učeniku Anakinu Skywalkeru dodijeljen je zadatak da ju čuva dok njegov mentor Obi-Wan Kenobi istražuje tko stoji iza atentata. Uskoro se Anakin, Padme i Obi-Wan nađu u središtu separatističkog teritorija i na početku nove prijetnje galaksiji - ratova klonova. 
Film je sa službenom kino distribucijom započeo 16. svibnja 2002. godine i bio je prvi u povijesti koji je u potpunosti snimljen u visoko-razlučivom sistemu od 24 sličice u sekundi. Kritike su bile raznolike - od pomiješanih do pozitivnih, a sam je film bio veliki komercijalni uspjeh; međutim, postao je prvi film u franšizi Zvjezdanih ratova koji na kraju godine nije postao najgledaniji film na box-officeu.

## Radnja
Film započinje uvodnom porukom koja objašnjava da je prošlo deset godina od invazije na planet Naboo od strane Trgovačkog saveza te da se Galaktička republika nalazi na prekretnici. Anakin Skywalker sada je učenik Obija-Wan Kenobija, a bivši Jedi vitez grof Dooku organizirao je separatistički pokret protiv Republike; u isto vrijeme galaktički senat vodi debate oko kreiranja vojske za Republiku koja će pomoći Jedijima protiv separatista. Senatorica Padmé Amidala, bivša kraljica planeta Naboo, vraća se na glasovanje na planet Coruscant. Odmah nakon slijetanja njezinog broda, ona uspijeva pobjeći pokušaju atentata, a vrhovni kancelar Palpatine dodjeljuje joj Kenobija i Anakina kao zaštitare. Obi-Wan i Anakin uskoro uhvate ubojicu, Zam Wessell, tijekom još jednog njezinog pokušaja atentata. Međutim, prije nego im ona uspije dati bilo kakve vrijedne informacije, otrovnom strelicom iz daljine ju ubija njezin poslodavac. Obi-Wan uskoro saznaje da je strelica proizvedena na udaljenom oceanskom planetu Kamino na koji uskoro odlazi u daljnju istragu, dok je Anakinu u potpunosti povjeren zadatak čuvanja Padme dok ona putuje natrag na svoj planet Naboo; uskoro se njih dvoje zaljube jedno u drugo. Dok istražuje sve informacije o planetu Kamino, Obi-Wan otkriva da je isti uklonjen iz navigacijskih mapa koje se nalaze u arhivima Jedija. Yoda mu govori da je takvo nešto mogao napraviti jedino Jedi vitez pa njih dvojica posumnjaju u postojanje urote. 
Obi-Wan odlazi na Kamino gdje otkriva da je za Republiku u tajnosti stvorena vojska klonova, a koja je napravljena iz genetike lovca na glave imena Jango Fett. Shvativši da je upravo Jango poslodavac atentatorice koju je ranije uhvatio, Obi-Wan slijedi njega i njegovog sina Bobu do Geonosisa, kamenog planeta na kojem se stvara nova vojska droida. U međuvremenu na planetu Naboo, Anakina započnu mučiti noćne more u kojoj vidi svoju majku Shmi u bolovima. Protivno Obi-Wanovim naredbama, Anakin i Padme otputuju na planet Tatooine. Nakon što se susretne sa svojim očuhom Clieggom Larsom te svojim pobratimom Owenom, Anakin otkriva da su Shmi oteli jahači iz Tuskena nekoliko tjedana ranije. Anakin dolazi do kampa plemena kako bi spasio majku, ali shvaća da je prekasno i ona mu umire na rukama. Potom Anakin ubija sve pripadnike plemena te se vraća s tijelom svoje majke i o svom zločinu obavještava Padme koja ga tješi.
Otkrivši da je grof Dooku odobrio pokušaj atentata na Padme te da separatisti razvijaju novu vojsku borbenih droida, Obi-Wan šalje te informacije putem holograma Anakinu koji ih prosljeđuje vijeću Jedija. Međutim, Obi-Wan se uskoro nađe u zatočeništvu nakon što ga Dooku uhvati. Dooku neuspješno pokuša na svoju stranu pridobiti Obi-Wana te mu otkriva da Republiku potajice kontrolira mračni lord Sitha imena Darth Sidious. Dok se Anakin i Padme nalaze na putu za Geonosis kako bi spasili Obi-Wana, Palpatinu senat daje izvršne ovlasti da organizira vojsku klonova i pošalje ih u bitku. Nedugo nakon dolaska na planet Geonosis, Anakina i Padme zarobljava Jango te ih se osuđuje na kaznu javnog pogubljenja skupa s Obi-Wanom. Netom prije ulaska u gladijatorsku arenu, Anakin i Padme jedno drugome izjavljuju ljubav, a nakon toga se u areni susreću s Obi-Wanom gdje ih napadnu ogromne zvijeri. Međutim, Mace Windu se pojavljuje skupa s timom Jedija te pokrene jaku obranu protiv zvijeri i separatista. Tijekom veličanstvene bitke koja slijedi, Windu ubija Jango Fetta, ali uskoro se Jediji nađu opkoljeni bezbrojnom vojskom droida separatista. Baš u trenutku kada Dooku zahtijeva njihovu predaju dolazi Yoda s pojačanjima - vojskom klonova.
Bitka između Republičke vojske klonova i separatističke vojske droida doživljava svoj vrhunac, a Obi-Wan i Anakin slijede Dookua i pokušavaju spriječiti njegov bijeg. U okršaju svjetlosnim mačevima, Dooku ih obojicu porazi, ozlijedivši Obi-Wana i odsjekavši Anakinovu desnu ruku; ipak uskoro dolazi Yoda kako bi ih obojicu spasio od smrti te na duel izaziva grofa Dookua. U nemogućnosti da pobijedi Yodu, Dooku pobjegne svojim brodom na planet Coruscant, a sa sobom ponese nacrte super-oružja. Tamo se susretne sa Sidiousom koji mu govori da sada kada se galaksija nalazi u radu sve ide po planu. I dok Jediji također priznaju početak ratova klonova, Palpatine nadgleda slanje nekoliko odreda vojske klonova. U međuvremenu, Anakin - kojemu je na mjesto odsječene ruke stavljena umjetna - i Padme se vjenčaju u strogoj tajnosti na planetu Naboo, a kao svjedoci im se pridružuju C-3PO i R2-D2.

## Glumačka postava
- Ewan McGregor kao Obi-Wan Kenobi: Jedi vitez i mentor Anakina Skywalkera koji istražuje pokušaj atentata na Padme; istraga ga dovodi do otkrića vojske klonova.
- Hayden Christensen kao Anakin Skywalker: Obi-Wanov nadareni učenik. Za njega se vjeruje da je prema drevnom proročanstvu Jedija "izabrani", odnosno "onaj koji će donijeti ravnotežu u Sili". U 10 godina koliko je prošlo od Fantomske prijetnje, izrastao je u moćnog, ali arogantnog mladića koji vjeruje da ga Obi-Wan sputava.
- Natalie Portman kao senatorica Padme Amidala: bivša kraljica planeta Naboo koja je nedavno izabrana za senatoricu svog planeta.
- Ian McDiarmid kao kancelar Palpatine/Darth Sidious: bivši galaktički senator s planeta Naboo kojem su dodijeljene izvršne ovlasti nakon izbijanja rata klonova.
- Christopher Lee kao grof Dooku/Darth Tyranus: bivši Jedi vitez koji je sada vođa separatističkog pokreta i odaziva se na ime Darth Tyranus; također je glavni osumnjičeni u Obi-Wanovoj istrazi.
- Samuel L. Jackson kao Mace Windu: Jedi vitez koji se nalazi u vijeću Jedija i koji nadzire politiku galaktičkog senata.
- Temuera Morrison kao Jango Fett: lovac na glave koji je dao svoj DNA kako bi se iz njega stvorila vojska klonova na planetu Kamino. U zamjenu za donaciju svog DNA, zahtijevao je plaću i neizmijenjenog klona za sebe kojeg će odgojiti kao svog sina - Boba Fetta.
- Frank Oz kao glas Yode: veliki Jedi vitez nepoznate rase. Uz to što sjedi u vijeću Jedija, on je i učitelj mladim Jedi vitezovima.
- Anthony Daniels kao C-3PO: protokolarni droid s Larsovog imanja.
- Kenny Baker kao R2-D2: astro-droid koji često odlazi u misije s Anakinom i Obi-Wanom.
- Daniel Logan kao Boba Fett: Jangov klon i posvojeni sin, kreiran iz "očeve" DNA.
- Leeanna Walsman kao Zam Wesell: lovac na glave i partnerica Janga Fetta kojoj je povjeren zadatak atentata na Padme. Premda se u javnosti pojavljuje kao čovjek, ona zapravo mijenja vlastiti oblik (shapeshifter).
- Silas Carson kao Nute Gunray i Ki-Adi-Mundi: Gunray je potkralj Trgovačkog saveza koji pokušava izvršiti atentat na Padme i na taj način osvetiti joj se zbog gubitka vlastitih ljudi na planetu Naboo. Ki-Adi-Mundi je Jedi vitez i član Jedi vijeća.
- Ahmed Best kao delegat Jar Jar Binks: Gunganovac kojeg Padme postavi na mjesto zastupnika planeta Naboo.
- Rose Byrne kao Dorme: sluškinja senatorice Padme Amidale
- Pernilla August kao Shmi Skywalker: majka Anakina Skywalkera. Ona umire na njegovim rukama nakon što su je oteli jahači iz Tuskena.
- Jack Thomson kao Cliegg Lars: farmer koji kupuje Shmi Skywalker, oslobađa ju i ženi se s njom te na taj način postaje očuh Anakinu Skywalkeru. Tijekom pokušaja da spasi Shmi prije nego ju otmu Pječšari ostaje bez noge.
- Joel Edgerton kao Owen Lars: sin Cliegga Larsa i pobratim Anakina Skywalkera.
- Bonnie Piesse kao Beru Lars: Owenova djevojka.

Portal E! Online napisao je da je redatelj George Lucas dozvolio glazbenoj skupini 'N Sync da nastupe u maloj cameo ulozi u pozadini jedne scene kako bi na taj način zadovoljio svoje kćerke. U konačnici je njihov dio izbačen iz filma tijekom post-produkcije. Na odjavnoj špici filma krivo je naznačeno da glumac Alan Ruscoe tumači ulogu Neimoidijskog senatora Lotta Doda. Lik je zapravo bio drugi pripadnik rase Neimoidija kojeg je utjelovio David Healey (čije se ime ne pojavljuje na špici), a kojem glas posuđuje glumac Christopher Truswell.
Diljem SAD-a pokrenuta je velika potraga za novim glumcem koji će utjeloviti mladog Anakina Skywalkera. Lucas je održao audicije za mnogobrojne glumce, uglavnom nepoznate, prije nego što je ulogu dao Christensenu. Među mnogim etabliranim glumcima koji su se pojavili na audiciji bili su Jonathan Brandis, Ryan Phillippe, Colin Hanks i Paul Walker. Leonardo DiCaprio također je održao sastanak s Lucasom u vezi uloge, ali "definitivno nije bio na raspolaganju" sudeći po njegovom publicistu Kenu Sunshineu. Glumica Natalie Portman kasnije će za magazin Time izjaviti da je "Christensen odlično čitao za ulogu. Istovremeno je mogao biti zastrašujuć i vrlo mlad."

## Produkcija

### Scenarij
Nakon što je film Fantomska prijetnja dobio uglavnom pomiješane kritike, redatelj George Lucas nevoljko se vratio scenarističkom poslu. U ožujku 2000. godine, samo tri mjeseca prije nego što je započeo snimanje filma, Lucas je napokon završio okvirni scenarij za Epizodu II. Nastavio je mijenjati svoju prvotnu verziju te je uskoro napisao drugu i treću. Za pomoć na toj trećoj verziji koja će u konačnici i postati službeni scenarij filma zamolio je Jonathana Halesa koji je do tada napisao nekoliko epizoda serije Mladi Indiana Jones, ali koji je imao ograničenog iskustva kada je pisanje kino filmova bilo u pitanju. Finalna verzija scenarija završena je samo tjedan dana prije početka snimanja filma.
Kao interna šala radni naslov filma bio je Jar Jarova velika avantura (eng. Jar Jar's Big Adventure), sarkastična referenca na negativne kritike obožavatelja prema tom liku iz Epizode I.
Tijekom pisanja priče za film Carstvo uzvraća udarac, Lucas je namjerno odlučio da će se za lik Landa Calrissiana otkriti da je zapravo klon koji dolazi s planeta klonova koji je uzrokovao "ratove klonova", a koje Obi-Wan spominje u filmu Nova nada; kasnije je osmislio alternativni koncept oko vojske klonova iz udaljenog planeta koje će Republika iskoristiti kao vojsku u ratu koji će uslijediti.

### Snimanje
Snimanje filma trajalo je od 26. lipnja do 20. rujna 2000. godine u studijima 20th Century Fox u Australiji. Lokacije snimanja uključivale su pustinju u Tunisu, Plaza de España u Sevilli (Španjolska), Villa del Balibianello na jezeru Como u Italiji i bivšu palaču Caserta. Na njegov vlastiti zahtjev, lik Samuela L. Jacksona Mace Windu dobio je svjetlosni mač ljubičaste boje, za razliku od tradicionalnih boja plave i zelene za "dobre likove" odnosno crvene boje za "loše likove". Dodatna snimanja održana su tijekom ožujka 2001. godine. Tijekom tog razdoblja razvijena je nova akcijska sekvenca s tvornicom droida nakon što je Lucas odlučio da je samom filmu nedostajalo brzog ritma koji bi odgovarao vremenskom ograničenju. Budući da je cijeli posao oko sekvence bio užurban, snimke s pravim glumcima snimljene su unutar četiri i pol sata. Zbog Lucasove metode kreiranja kadrova uz pomoć različitih odjela i izvora koji ponekad jedni s drugima nisu imali nikakve veze, film Klonovi napadaju postao je prvi u povijesti koji je produciran pomoću, kako je to Rick McCallum nazvao "virtualnog filmskog stvaralaštva".
Kao što je to bio slučaj s Fantomskom prijetnjom, film Klonovi napadaju dodatno je unaprijedio tehnološke mogućnosti te gurnuo Hollywood u "digitalno doba" uz upotrebu HDW-F900 razvijenih od strane kompanija Sony i Panavision; radi se o digitalnim kamerama visoke razlučivosti koje mogu snimati do 24 sličice u sekundi. Sve to uzrokovalo je kontroverze oko prednosti i nedostataka digitalne tehnologije kojoj se neki filmaši priklanjaju, a neki joj se oštro protive. Za razliku od prethodnih nastavaka u kojima su scene snimane u pustinji u Tunisu pri temperaturi od čak 51°C, nove kamere mogle su raditi bez dodatnih komplikacija. Lucas je izrazio želju da i Fantomsku prijetnju snimi u tom formatu, ali kompanija Sony nije bila u mogućnosti toliko brzo proizvesti željene kamere. Godine 2002. Klonovi napadaju postao je treći film koji je u cijelosti snimljen u 24 sličice po sekundi digitalnom kamerom (prije njega snimljeni su filmovi Jackpot i Vidocq). Unatoč Lucasovim nastojanjima da nagovori kino prikazivače da film prikazuju s digitalnih projektora, malo ih je to u stvarnosti i učinilo.

### Specijalni efekti
Film Klonovi napadaju gotovo je u cijelosti snimljen uz pomoć digitalne animacije za razliku od uobičajenih nacrta (storyboards) kako bi se olakšalo procesu montaže u ranom dijelu filmske produkcije. Iako je Lucas u prošlosti koristio druge načine produkcije pokretnih nacrta (motion-based storyboards), nakon Fantomske prijetnje odlučeno je da se u potpunosti iskoristi znatan napredak digitalne tehnologije. Cijeli proces započeo je kada je Ben Burtt kreirao ono što je njegov odjel nazvao "videomatima" (videomatics) koji su ime dobili po tome što su snimljeni kućnom videokamerom. U tim videomatima, asistenti produkcije i zaposlenici iz drugih odjela glumili su scene koje se odvijaju ispred zelenog ekrana. Koristeći kompjuterski generirane efekte (CGI), odjel za previzualizaciju kasnije je ispunio taj zeleni ekran s grubom verzijom pozadinskih scena. Burtt je nakon toga montirao te scene i poslao ih Lucasu na eventualne promjene i odobrenje. Rezultat svega bio je grubi primjer onoga što će kasnije biti scena u samom filmu. Odjel za previzualizaciju nakon toga je kreirao bolje, kvalitetnije verzije videomata kreirajući animaciju u kojoj su glumci iz videomata, rekviziti i sami setovi bili zamijenjeni digitalnim modelima kako bi se svemu dodao puno precizniji, ali ipak još uvijek grubi pogled na ono što će kasnije postati sam film. Animacija je kasnije donesena na set i pokazana glumcima kako bi isti shvatili koncept scene koju namjeravaju snimiti ispred velikog plavog ekrana. Za razliku od mnogih drugih akcijskih scena, bitka na Geonosisu nije rađena uz pomoć nacrta već kreirana uz pomoć videomata i poslana direktno u odjel animacije nakon što je odjel primio tek jednu malu nejasnu stranicu sekvence. Namjera je bila stvoriti niz kratkih scena koje će kasnije biti zajedno montirane i ubačene u finalnu verziju filma. Odjelu za animaciju dane su odriješene ruke u kreiranju animacije za bitku; Lucas je samo tražio dobre akcijske prizore iz kojih će moći birati i odobriti ono što će kasnije biti u filmu.
Uz uvođenje digitalne kamere, film Klonovi napadaju također su dodatni naglasak stavili na "digitalne zamjene", kompjuterski generirane modele koji su "glumili" umjesto glumaca na identičan način kako to rade filmski kaskaderi. Dodatno se poboljšala autentičnost kompjuterski generiranih likova koji su stvoreni uz pomoć novih, potpuno digitalno kreiranih likova kao npr. Yoda. Rob Coleman i John Knoll pripremili su dva testa u kojima je bio digitalizirani lik Yode koristeći zvuk iz filma Carstvo uzvraća udarac. Yodino pojavljivanje u Epizodi V također je poslužilo i kao početna referenca za CGI-Yodu; Lucas je u nekoliko navrata istaknuo svom odjelu za animaciju da je "trik" za animaciju CGI-Yode napraviti ga kao lutku kako bi se zadržao kontinuitet same priče sage. Konzultirali su Franka Oza (glumca koji je posudio glas Yodi u originalnoj trilogiji i Fantomskoj prijetnji); njegov savjet bio je da bi Yoda trebao izgledati dosta star, osjetljiv i frigidan. Coleman je kasnije objasnio zbog čega su digitalnog Yodu napravili poput lutke u procesu digitalizacije: "Kada bi Frank Oz micao glavu, njegove uši bi se zatresle. Da to nismo stavili u film, Yoda ne bi izgledao kao Yoda." Zbog akrobacijske sekvence u borbi svjetlosnim mačevima na kraju filma između grofa Dookua i Yode, tada 78-godišnji Christopher Lee većinu scena nije sam odradio, već uz pomoć kaskadera. Leejevo lice dodano je na kaskaderovo tijelo u svim scenama osim u onim krupnih kadrova koje je glumac sam odradio. Lucas je često upravo ovaj duel nazivao ključnim za svoj animacijski odjel, budući je imao velikog potencijala biti više humorističan nego dramatičan.

### Glazba
Službeni soundtrack filma u prodaju je pušten 23. travnja 2002. godine od strane izdavačke kuće Sony Classical Records. Glazbu je skladao John Williams koji je također i dirigirao londonskim simfonijskim orkestrom koji ju je i izveo. Na soundtracku se nalazi pomalo izmijenjena tema The Imperial March iz filma Carstvo uzvraća udarac koja se, gledajući kronološki, prvi puta čuje upravo u filmu Klonovi napadaju premda se jedan mali dio iste skladbe može čuti u posljednjoj sceni prethodnog filma - Fantomska prijetnja. Posebno za DVD izdanje snimljen je glazbeni spot Across the Stars koji je kao glazbenu pozadinu koristio tu najpoznatiju temu sa soundtracka.

## Teme
Redatelj George Lucas izjavio je da je Palpatineov politički uspon vrlo sličan onomu Adolfa Hitlera u nacističkoj Njemačkoj; kao njemačkom kancelaru potonjem je dana "izvršna ovlast", kao što se dogodilo i Palpatineu. Također postoje usporedbe i s Oktavijanom - koji je postao August, prvi rimski car - te s Napoleonom Bonaparteom koji je došao na vlast u Francuskoj u razdoblju od 1796. do 1799. godine. Oktavijan je bio odgovoran za stotine smrti njegovih političkih protivnika puno prije nego što je dobio svoje ovlasti; Bonaparte je dobio doživotni status prvog konzula (i kasnije cara) od strane francuskog konzulata nakon neuspjelog pokušaja atentata i kasnijeg državnog udara 1799. godine. Neki su povlačili paralele i s Američkim građanskim ratom pokušavši izjednačiti separatiste galaktičke republike s Konfederacijom Američkih Država; službeno ime separatističke grupe je Konfederacija nezavisnih sustava. Ime vladine vojske - Velika vojska Republike - je isto u Zvjezdanim ratovima i Američkom građanskom ratu, a Palpatine i predsjednik Abraham Lincoln iskoristili su svoje ratne ovlasti i ukinuli mnoga građanska prava.
Ratno novinarstvo, filmovi o bitkama te snimke bitaka iz Drugog svjetskog rata uvelike su utjecale na dokumentaristički stil fotografije u bitci na Geonosisu čak do te mjere da su scene snimane iz ruke bile digitalno umetnute u sekvence koje su napravljene uz pomoć kompjutera.
Druga trilogija Zvjezdanih ratova (poznatija kao prequel trilogija) često sadržava reference na originalnu trilogiju kako bi se na što bolji način svi filmovi zajednički spojili. Lucas je često izjavljivao da se na filmove treba gledati kao na dugačju pjesmu koja se rimuje. Primjeri koji idu u korist izjavi svakako su rečenica Imam loš osjećaj u vezi ovoga, koja se izgovara u svakom filmu kao i bitke - pogotovo one svjetlosnim mačevima - koje se gotovo uvijek odvijaju pred kraj filmova. Film Klonovi napadaju također je kao i Carstvo uzvraća udarac središnji dio trilogije; zbog toga od svih filmova iz originalne trilogije Carstvo uzvraća udarac ima najviše referenci u filmu Klonovi napadaju. U oba filma polje asteroida služi kao pozadina velike bitke na sredini filma. Obi-Wan bježi od Jango Fetta tako da svoj svemirski brod sakrije iza jednog od asteroida kako bi izbjegao neprijateljske senzore; Han Solo koristi sličnu taktiku skrivajući svoj brod Millenium Falcon od zvjezdanog razarača u filmu Carstvo uzvraća udarac. John Knoll u audio komentarima na DVD izdanju filma potvrđuje da je Boba Fett (koji će kasnije uhvatiti Soloa u filmu Carstvo uzvraća udarac) upravo zahvaljujući događajima u filmu Klonovi napadaju "naučio svoju lekciju". U jednoj sceni Obi-Wan upita Anakina: "Čini mi se da ću zbog tebe poginuti." Ovo je direktna aluzija na film Nova nada u kojem Anakin, kao Darth Vader, ubija Obi-Wana na Zvijezdi smrti. Također, grof Dooku odsiječe Anakinovu ruku na sličan način na koji će Darth Vader odsjeći ruku Lukea Skywalkera u filmu Carstvo uzvraća udarac.

## Distribucija
Nakon što je prva teaser najava filma svoju premijeru u kinima imala prije animiranog hita Čudovišta iz ormara, nova kino najava za film premijerno je emitirana na televizijskoj mreži Fox dana 10. ožujka 2002. godine između novih epizoda serija Malcolm u sredini i Dosjei-X, a istoga dana postala je dostupna i putem službene internetske stranice Zvjezdanih ratova. Tvrtka Challenger, Gray & Christmas predvidila je da će američke kompanije izgubiti više od 319 milijuna dolara u svojoj produktivnosti zbog toga što će njihovi zaposlenici otići na godišnji odmor ili "bolovanje" čim film Klonovi napadaju krene s kino distribucijom.
Svoju svjetsku premijeru film Klonovi napadaju imao je na filmskom festivalu Tribeca u nedjelju 12. svibnja 2002. godine, a svi prihodi od projekcije išli su za organizaciju Children's Aid Society koju podupire sam George Lucas. Par dana kasnije film je prikazan izvan službene konkurencije filmskog festivala u Cannesu, a službena svjetska kino distribucija krenula je u četvrtak, 16. svibnja 2002. godine. Kasnije je film također prikazan i u IMAX kinima; iako u originalu film nije snimljen za IMAX kina, kasnijom digitalnom doradom započelo ga se prikazivati i u IMAX dvoranama. Zbog tehničkih ograničenosti IMAX projektora, u tim kinima prikazana je montirana, 120-minutna verzija filma.
Prije službenog početka kino distribucije postojale su kontroverze oko piratizacije samog uratka. Godine 2000. nelegalna organizacija imena Atlas Group sa sjedištem u gradu Perthu (zapadna Australija) ponudila je kopiju scenarija filma koju je pokušala prodati za 100 tisuća dolara različitim internetskim portalima (obožavateljima Zvjezdanih ratova) i medijskim organizacijama uključujući i portal TheForce.Net. Upravo je taj portal prijavio ovu nelegalnu organizaciju kompaniji Lucasfilm Ltd.
Navodno je tijekom jedne privatne projekcije snimljena piratska kopija filma uz pomoć digitalne kamere koja je bila usmjerena prema ekranu. Ova piratska kopija brzo se proširila Internetom, a analitičari su predvidjeli da će milijuni obožavatelja vidjeti film prije početka njegove službene kino distribucije. Uz to, u Kuala Lumpuru su prije početka prikazivanja filma u kinima zaplijenjene tisuće piratskih kopija filma.

### Priznanja
Film Klonovi napadaju dobio je uglavnom pomiješane i pozitivne kritike. Na popularnoj internetskoj stranici Rotten Tomatoes film ima 67% pozitivnih ocjena temeljenih na 218 zaprimljenih kritika uz generalnu ocjenu da se radi "o puno boljem uratku od Fantomske prijetnje". Na drugoj internetskoj stranici koja se bavi prikupljanjem filmskih kritika, Metacritic, film ima prosječnu ocjenu 53/100 temeljenu na 39 zaprimljenih kritika. 
Kritičari se uglavnom slažu da su dijalozi u scenariju "uštogljeni" i "plitki". Glumačke performanse (pogotovo one Christensena i Portmanice) također su dobile uglavnom negativne kritike. Suprotno tim mišljenjima, neki su kritičari istaknuli da će obožavateljima laknuti što lik Jar Jar Binksa u ovom filmu ima gotovo cameo ulogu. Doduše, on u kompletnoj radnji filma odigra izrazito bitnu ulogu dajući prijedlog galaktičkom senatu da Palpatineu odobri izvršne ovlasti te na taj način direktno pomogne Palpatineovom političkom usponu. Uz to, Jar Jarove humoristične dosjetke uvelike su smanjene uspoređujući ih s onima iz Fantomske prijetnje; umjesto njega, C-3PO je glavni protagonist humora u ovom nastavku. Glumac Ewan McGregor je izjavio, prije nego što je s kino distribucijom krenuo film Osveta Sitha, da je borba svjetlosnim mačevima u filmu Klonovi napadaju (usporedivši je s onom koja se dogodi u Osveti Sitha) "poprilično razočaravajuća".
Roger Ebert, koji je hvalio sve prethodne nastavke Zvjezdanih ratova, ovom je filmu dao tek dvije od četiri zvjezdice istaknuvši: "Kao netko tko se divio svježini i energiji ranijih nastavaka, bio sam zapanjen shvativši na kraju Epizode II da nisam uspio zapamtiti niti jedan dijalog koji bi mogao biti znamenit." O vezi između Anakina i Padme, Ebert piše: "Ne postoji niti jedna jedina romantična riječ koju oni izgovaraju, a koja ranije nije bila viđena već stotinu puta." Leonard Maltin, koji je također hvalio sve prethodne nastavke, ovom je dao dvije od četiri zvjezdice u njegovom izdanju Movie and Video Guide 2002. Maltin ističe "predugačku priču" kao glavni razlog svojeg nezadovoljstva uratkom te nadodaje: "Drvena karakterizacija likova i sami dijalozi nikako ne pomažu."
Kao što je bio slučaj i sa svim prethodnim nastavcima sage, film Klonovi napadaju nominiran je za prestižnu nagradu Oscar u kategoriji najboljih specijalnih efekata, ali ju je izgubio od filma Gospodar prstenova: Dvije kule. Glumica Natalie Portman osvojila je Teen Choice nagradu, a sam film dobio je nagradu za najbolju scenu tučnjave na MTV Movie Awards. Film je također nominiran u čak sedam kategorija za nagradu Zlatna malina (godišnja tradicionalna nagrada koja se dodjeljuje najgorim filmovima): najgori film, redatelj (George Lucas), scenarij (George Lucas), sporedni glumac (Hayden Christensen), sporedna glumica (Natalie Portman), najgori glumački par (Hayden Christensen i Natalie Portman) i najgori remake ili prequel. U konačnici film je "osvojio" dvije nagrade: onu za najgori scenarij (Lucas) i najgoreg sporednog glumca (Christensen).

### Kino zarada
Ukupno je film Klonovi napadaju u kinima u Sjevernoj Americi utržio 310,676,740 dolara dok je u ostatku svijeta zaradio dodatnih 338,721,588 čime njegova sveukupna kino zarada danas iznosi 649,398,328 dolara. Premda se radi o velikom komercijalnom uspjehu, on se svejedno nalazi u sjeni puno većeg box-office rezultata kojeg je ostvarila Fantomska prijetnja tri godine ranije. Također, Klonovi napadaju na kraju godine nije postao najgledaniji film - bez obzira radilo se u kinima u Sjevernoj Americi (gdje je zauzeo treće mjesto) ili u ostatku svijeta (gdje je zauzeo četvrto mjesto); na taj način to je postao prvi film iz sage Zvjezdanih ratova kojem to nije uspjelo. U Sjevernoj Americi gledaniji od njega bili su filmovi Spider-Man i Gospodar prstenova: Dvije kule koji su, uz to što su zaradili više novaca, također puno bolje prošli kod filmske kritike. U svijetu, osim dva spomenuta filma, od njega je također bio bolji i film Harry Potter i Odaja tajni premda su Klonovi od tog filma bili gledaniji u Sjevernoj Americi. Kada se prilagodi inflacija, Klonovi napadaju je najslabiji igrani film iz sage Zvjezdanih ratova kada su box-office rezultati u pitanju u Sjevernoj Americi premda se i dalje nalazi među 100 filmova s najvećom zaradom u povijesti.

### Izdanja za kućno kino
Film Zvjezdani ratovi - Epizoda II: Klonovi napadaju na DVD-u i VHS-u je izdan 12. studenog 2002. godine. Redatelj George Lucas nanovo je montirao ili ubacio određene elemente koji verziju filma na DVD-u čine malo drugačijom od one prikazane u kinima. Na DVD izdanju su sadržani posebni dodaci koji uključuju audio komentare redatelja Georgea Lucasa, producenta Ricka McCalluma, montažera Bena Burtta, animacijskog direktora ILM-a Roba Colemana, supervizora za specijalne efekte ILM-a Pabla Helmana, Johna Knolla i Bena Snowa. Na izdanju se također nalazi i osam izbačenih scena te mnoštvo dokumentarnih priloga koji uključuju dugometražni dokumentarac o stvaranju digitalnih likova i još dva druga koja se dotiču teme zvuka i ekipe zadužene za animaciju. Tri priloga o snimanju filma govore o samoj priči, akcijskim sekvencama i ljubavnoj priči, a 12 kratkih web-dokumentaraca pokrivaju cjelokupnu produkciju filma.
DVD izdanje filma Klonovi napadaju također uključuje i najavu za pseudodokumentarni film naziva R2-D2: Beneath the Dome. Neki dućani nudili su kompletnu verziju ovog filma kao ekskluzivni bonus uz malo veću cijenu samog DVD izdanja. Sam film daje alternativni pogled na "život" droida R2-D2-a. Priča filma koju je odobrio sam Lucas zamišljena je da bude humoristična.
Dana 4. studenog 2008. godine film je ponovno izdan na DVD-u u sklopu izdanja kompletne prequel trilogije.
Filmovi iz sage Zvjezdanih ratova službeno su izdani na Blu-rayu 16. rujna 2011. godine u tri različita izdanja.

### Verzija filma u 3D-u
Dana 28. rujna 2010. godine službeno je najavljeno da će se svih šest filmova iz sage Zvjezdanih ratova konvertirati u 3D verzije. Filmovi su trebali doći u kina kronološkim redom, počevši od Fantomske prijetnje čije je prikazivanje započelo 10. veljače 2012. godine. Film Klonovi napadaju trebao je u kina u 3D verziji doći 20. rujna 2013. godine, ali je isto odgođeno zbog želje kompanije da se fokusira na sedmi nastavak sage. Međutim, 3D verzija filma prikazana je na festivalu koji se održava u čast Zvjezdanih ratova (Celebration Europe II).

### Adaptacije
Dva romana čija se radnja temelji na događajima iz filma napisana su nakon što je isti započeo s kino distribucijom: jedan u izdanju izdavačke kuće Scholastic, a drugi autora R. A. Salvatorea koji uključuje neke jedinstvene sekvence. Također je izdan i strip (četiri broja) kojeg je napisao Henry Gilroy, a kojeg je izdala kuća Dark Horse Comics.